# Gampsocorini
Gampsocorini – plemię pluskwiaków z podrzędu różnoskrzydłych, rodziny smukleńcowatych i podrodziny Gampsocorinae.

## Morfologia
Pluskwiaki te mają głowę o silnie zredukowanych bukulach, poprzecznym szwie międzyocznym i zwykle wyraźnie obrączkowanych czułkach. Przedplecze ma na zgrubiałej przedniej krawędzi (kołnierzu) parę guzków lub kolców w kątach przednio-bocznych, a czasem też guzek lub kolec pośrodku. Śródtułów cechuje się szarawobiałymi łatami na mezopleurach i długim kolcem na tarczce. Gruczoły zapachowe zatułowia mają kieszonkowate kanaliki wyprowadzające wyściełane warstewką nachodzących na siebie łuskowatych płytek.

## Rozprzestrzenienie
Przedstawiciele plemienia Gampsocorini zamieszkują półkulę wschodnią. W Australii występuje tylko Australacanthus halei. Z Polski stwierdzono dwa gatunki – Gampsocoris culicinus i Gampsocoris punctipes (zobacz: smukleńcowate Polski).

## Taksonomia
Takson ten wprowadzony został w 1959 roku przez Richarda Southwooda i Dennisa Lestona. Obejmuje 28 opisanych gatunków, zgrupowanych w czterech rodzajach:
- Australacanthus Henry, 1997
- Gampsoacantha Josifov & Stusak, 1987
- Gampsocoris Fuss, 1852
- Micrometacanthus Lindberg, 1958